# Grochów (gmina)
Grochów – dawna gmina wiejska istniejąca do 1954 roku w woj. lubelskim/warszawskim. Siedzibą władz gminy był Grochów, a następnie Czerwonka.
Gmina Grochów jest wymieniona jako jedna z 12 gmin wiejskich powiatu sokołowskiego guberni siedleckiej.
W 1919 roku gmina weszła w skład woj. lubelskiego. 1 kwietnia 1939 roku gmina wraz z całym powiatem sokołowskim została przeniesiona do woj. warszawskiego. 
Po wojnie gmina zachowała przynależność administracyjną. Według stanu z dnia 1 lipca 1952 roku gmina składała się z 14 gromad. 1 września 1952 roku dokonano wymiany części terenów gmin Grochów i Kudelczyn. 
Gmina została zniesiona 29 września 1954 roku wraz z reformą wprowadzającą gromady w miejsce gmin. Jednostki nie przywrócono 1 stycznia 1973 roku po reaktywowaniu gmin, a jej dawny obszar wszedł w skład nowej gminy Sokołów Podlaski.